# صالح أبو عمرة
صالح أبو عمرة (6 يناير 1987-) ممثل - كاتب وصانع أفلام، عمل كمخرج ابداعي في عدد من الوكالات الابداعية بالسعودية من مواليد مدينة النماص جنوب السعودية.

## حياته
ممثل وكاتب وصانع أفلام، من مواليد مدينة النماص جنوب السعودية. بدأ رحلته الفنية من المسرح ثم اليوتيوب، قدم من خلاله برنامجه الساخر (روايا ) الذي حقق انتشاراً واسعاً، واستمر في تقديمه واعداده لمدة موسمين، توقف بعدها ليعود ببرنامجه قنقنة، اسهم بعدها في العديد من الاعمال الابداعية كان اهمها المشاركة في كتابة الموسم الاخير من برنامج لايكثر . كانت انطلاقته الفعليه في مجال التمثيل من خلال مسلسل فندق الاقدار على منصة شاهد ثم مسلسل سكة سفر على ام بي سي في رمضان

## أعماله
( روايا. ) برنامج ساخر على منصة يوتيوب 2012
( قنقنه )   برنامج اجتماعي على منصة يوتيوب 2019

#### مسلسلات
- ( فندق الاقدار ) 2021
- (سكة سفر) عرض على قناة MBC في شهر رمضان عام 2022.[3]
- (المكتب) 2022.[4]
- (سكة سفر 2) عرض على قناة MBC في شهر رمضان عام 2023.[5]
- (سكة سفر 3 ) عرض على قناة MBC في شهر رمضان عام 2024